# ジョン・フェイン (第10代ウェストモーランド伯爵)
第10代ウェストモーランド伯爵ジョン・フェイン（英: John Fane, 10th Earl of Westmorland、1759年6月1日 - 1841年12月15日）は、イギリスの貴族、政治家。ガーター勲章勲爵士、枢密顧問官。
父がウェストモーランド伯爵となった1771年から自身が襲爵する1774年まではバーガーシュ卿の儀礼称号で称された。

## 経歴
第9代ウェストモーランド伯爵ジョン・フェインの長男。ウェストミンスター・スクール、チャーターハウス・スクールを経てケンブリッジ大学エマニュエル・カレッジで学び、1778年に修士号を取得。ケンブリッジでは、後にクロイン主教となるウィリアム・ベネットが彼のチューターを務めたほか、ウィリアム・ピット（小ピット）と知己を得て終生の友人となった。
1774年に父が死去し、第10代ウェストモーランド伯爵となる。貴族院ではトーリー党に所属。
1789年1月、首相を務めていた小ピットによって第2代ウォルシンガム男爵トマス・ド・グレイとともに郵政大臣（Postmaster General; ロイヤルメール総裁）に任じられた。同年10月には更迭された初代バッキンガム侯爵ジョージ・ニュージェント＝テンプル＝グレンヴィルの後任のアイルランド総督（アイルランド統監）となり、同時に枢密顧問官に列せられた。彼はカトリック解放に反対していたため、カトリック勢力との妥協を図る小ピットによって1794年に解任された。なお総督在職中の1793年にガーター勲章を授けられている。
1795年から1798年まで小ピットの下で主馬頭（Master of the Horse）となり、1798年に王璽尚書として入閣した。以後彼は、ホイッグ党の初代グレンヴィル男爵ウィリアム・グレンヴィルが政権の座にあった1806年から1807年にかけての短い期間を除き、5人の首相ののべ6内閣（第1次小ピット内閣・アディントン内閣・第2次小ピット内閣・第2次ポートランド内閣・パーシヴァル内閣・リヴァプール内閣）で30年近くにわたって王璽尚書を務めた。
1841年にイースト・サセックス州ブライトンで死去し、ノーサンプトンシャー州アペソープに葬られた。

## 家族
彼は生涯に二度結婚した。最初の妻は銀行家ロバート・チャイルドの一人娘であったサラ・アン・チャイルドで、1782年5月20日にスコットランドのダンフリーズシャー州グレトナ・グリーンで駆け落ち結婚した。彼女はロバート・チャイルドの唯一の相続人で、後に遺産の大半は長女のサラ・ソフィア・フェインへ渡った。サラとの間に以下の子供をもうけた。
- Burghersh卿ジョン・フェイン（英語版）[11][12] （1784年 - 1859年） - 第11代ウェストモーランド伯爵、陸軍少将
- レディ・サラ・ソフィア・フェイン[11][12] （1785年 - 1867年） - 第5代ジャージー伯爵ジョージ・チャイルド＝ヴィリアーズ（英語版）夫人
- レディ・オーガスタ・フェイン[11][12] （1786年 - 1871年） - はじめ第2代ボーリンドン男爵ジョン・パーカー（英語版）（後の初代モーリー伯爵（英語版））夫人、のちサー・アーサー・パジェット（英語版）夫人
- レディ・マリア・フェイン[11][12] （1787年 - 1834年） - ダンカノン子爵ジョン・ポンソンビー（後の第4代ベスボロー伯爵）夫人
- 男子[12] （1789年）
- レディ・シャーロット・フェイン[12] （1793年 - 1822年）

サラと1793年11月9日に死別したのち、1800年3月24日に彼は医学博士リチャード・ハック＝ソーンダースの娘であるジェイン・ソーンダースと結婚した。ジェインとの間に以下の子供をもうけた。
- レディ・シシリー・ジェイン・ジョージアナ・フェイン[11][12] （1801年 - 1875年）
- オナラブル・チャールズ・ソーンダース・ジョン・フェイン[11][12] （1802年 - 1810年）
- オナラブル・ヘンリー・サットン・フェイン[11][12] （1804年 - 1857年） - 庶民院議員、陸軍大佐
- オナラブル・モンタギュー・ヴィリアーズ・フェイン[11][12] （1805年 - 1857年）
- レディ・エヴリナ・フェイン[11] （1807年 - 1808年）